# Mecicobòtrids
Els mecicobòtrids (Mecicobothriidae) són una família d'aranyes migalomorfes. Fou descrita per primera vegada per E. L. Holmberg l'any 1882.
Viuen exclusivament al continent americà. Són un tipus de taràntules de mida molt petita; per això a Nord-amèrica les anomenen darf tarantula o taràntula nana.

## Descripció i hàbitat
Les taràntules nanes s'assemblen a les altres espècies de taràntula però són físicament molt més petites. Moltes espècies no arriben a fer 1 cm de llargada, i les més grans rarament sobrepassen els 2 cm.
Moltes taràntules nanes fan teranyines afegint fulles soltes al voltant de runa, vivint arran de terra dins escletxes o sota roques. Se suposa que tenen tècniques de captura similars a les taràntules de teranyina d'embut.

## Sistemàtica
Els 4 gèneres inclosos en aquesta petita família són, amb data de 28 d'octubre de 2006:
- Hexura (Simon, 1884)
- Hexurella (Gertsch & Platnick, 1979)
- Mecicobothrium (Holmberg, 1882)
- Megahexura (Kaston, 1972)

De les 9 espècies descrites, totes excepte dues espècies (Mecicobothrium baccai i Mecicobothrium thorelli), són natives de Nord-amèrica, principalment dels Estats Units. Hexurella encina és pròpia de Mèxic, i Mecicobothrium thorelli és una espècie de Sud-amèrica, localitzada a l'Argentina i l'Uruguai.
Dues espècies, Hexura picea i Hexura rothi, són pròpies del nord-oest del Pacífic. Hexurella rupicola i Megahexura fulva ho són de Califòrnia. Hexura apachea i Hexura pinea, d'Arizona.

### Fòssils
Segons el World Spider Catalog versió 19.0 (2018), existeixen els següents gèneres fòssils:
- †Cretohexura Eskov & Zonstein, 1990
- †Cretomegahexura Eskov & Zonstein, 1990